# 梅冈日
梅冈日（法語：Mégange，法語發音：[meɡɑ̃ʒ]；洛林法兰克语：Mägen）是法国摩泽尔省的一个市镇，属于福尔巴克-布莱摩泽尔区。

## 地理
梅冈日（49°13'5"N, 6°26'8"E）面积4.96 平方千米，位于法国大東部大區摩泽尔省，该省份为法国东北部内陆省份，是洛林的一部分，西南接默尔特-摩泽尔省，东临下莱茵省，北与卢森堡和德国接壤。
与梅冈日接壤的市镇（或旧市镇、城区）包括：比尔通库尔、戈姆朗日、金基申、皮布朗日。

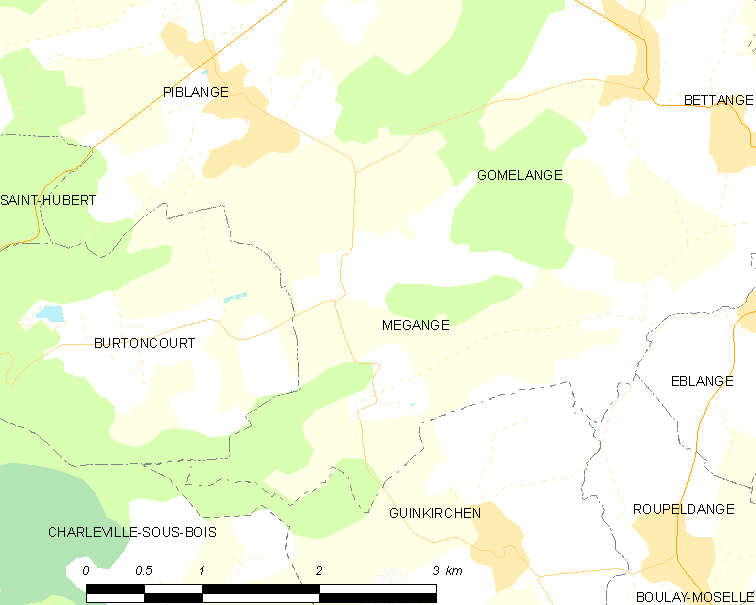
梅冈日的OSM定位图

梅冈日的时区为UTC+01:00、UTC+02:00（夏令时）。

## 行政
梅冈日的邮政编码为57220，INSEE市镇编码为57455。

## 政治
梅冈日所属的省级选区为布莱摩泽尔县。

## 人口

1962-2008年间梅冈日人口变化图示

梅冈日于2022年1月1日时的人口数量为140人。